# علامت لازاروس
علامت لازاروس یا واکنش لازاروس به یک حرکت رفلکسی خاص در فرد مغزمرده یا فرد دچار نارسایی ساقه مغز گفته می‌شود. این حرکت شامل بالاآوردن بازوها و نزدیک کردن آن‌ها به هم مانند در آغوش گرفتن است. نام این پدیده از روایت زنده کردن ایلعازر (به انگلیسی لازاروس) توسط مسیح گرفته شده‌است.